# The Chanukah Song
The Chanukah Song ist ein Novelty Song des US-amerikanischen Comedians Adam Sandler. Die erste öffentliche Aufführung fand während des Weekend Update der Comedy-Show Saturday Night Live am 3. Dezember 1994 statt, die Plattenveröffentlichung mit dem Album What the Hell Happened to Me? im Februar 1996. Der Text wurde von Sandler selbst und den seinerzeit für Saturday Night Live tätigen Gagschreibern Lewis Morton und Ian Maxtone-Graham verfasst. Sandler nahm den Song als Nummer in seine Stand-up-Comedy auf und brachte in den folgenden Jahrzehnten wiederholt aktualisierte Texte heraus. Stets geht es in einem Sprechgesang um das Thema der jüdischen Kinder, die sich in der Weihnachtszeit ausgegrenzt fühlen. Sandler begegnet dieser erlebten Ausgrenzung mit einer langen Reihe von Persönlichkeiten, meist aus der US-amerikanischen Populärkultur, die er als Juden oder jüdisch bezeichnet. Dabei handelt es sich bei einigen der Personen, wie Osama bin Laden, sicher nicht um Juden, andere sind fiktionale Charaktere. Die Zuschreibung jüdisch erfolgt hier lediglich in humoristischer Absicht. Durch die Erwähnung von Erinnerungsorten der amerikanischen Juden steigert Sandler für seine Zuhörer den Bezug zum Judentum weiter. Ein immer wiederkehrendes Motiv ist die Endung -anukah, auf die sich kaum ein Wort der Alltagssprache reimt. Dem wird von Sandler ausgiebig mit eigenen Schöpfungen wie Dustin Hoffmanukah, Seattle Supersonikah und Yarmulkah begegnet.

## The Chanukah Song (1994)
Der Songtext besteht weit überwiegend aus Referenzen an lebende Personen aus dem Showbiz und anderen Bereichen des öffentlichen Lebens. Er wird von Me (Adam Sandler) an You, den fiktiven jüdischen Zuhörer, gerichtet. Dabei werden vielfach Personen als Juden bezeichnet, in einigen Fällen auch unzutreffend. Solche Zuschreibungen sind in Deutschland vor dem Hintergrund der Geschichte der Judenverfolgungen vom Ersten Kreuzzug bis zum Holocaust völlig undenkbar. Für den Juden Adam Sandler ist das in den Vereinigten Staaten möglich, ohne die Betroffenen zu beleidigen oder zu stigmatisieren.
- David Lee Roth
- James Caan, Kirk Douglas und Dinah Shore-ah (gelegentlich in Aufführungen durch Pauly Shore-ah ersetzt) entzünden die Menorah;
- Jon Bauman (Bowzer von der Rockgruppe Sha Na Na) und Arthur Fonzarelli (dargestellt von Henry Winkler) essen gemeinsam im Carnegie Deli (einer Kette jüdischer Feinkostläden in New York City);
- Paul Newman (hat einen jüdischen Vater) und Goldie Hawn (hat eine jüdische Mutter), sie machen zusammen - „einen gutaussehenden Juden“;
- mit Captain James T. Kirk (William Shatner) und Spock (Leonard Nimoy) kann man mit dem Dreidel spielen, beide sind Juden;
- der Besitzer der Seattle Super-Sonicahs (Barry Ackerley, der Besitzer des Teams im Jahr 1994, ist tatsächlich kein Jude. Die jüdischen Gründer Sam Schulman und Gene Klein hatten die Mannschaft 1985 an Ackerley verkauft. Mit dem Verkauf des Teams an den Juden Howard Schultz wurde dem Fehler im Songtext 2001 abgeholfen);
- O. J. Simpson („Kein Jude!“);
- Rod Carew (Sandler erklärt; dass „er konvertierte“. Tatsächlich sind Carews Frau und Kinder Juden, er selbst nicht. Später nahm Carew mit Sandler Kontakt auf, er fand den Song „eher lustig“);[2]
- Ann Landers (Eppie Lederer) wurde durch die 56 Jahre lang in zahlreichen nordamerikanischen Zeitungen abgedruckte Ratgeberkolumne Ask Ann Landers bekannt;
- Dear Abby (Abby wurde seinerzeit von Pauline Phillips dargestellt);
- Harrison Ford (Sandler nannte Ford einen Viertel-Juden. Tatsächlich war Fords Mutter die Tochter jüdischer Einwanderer aus Minsk, sein Vater war deutsch-irischer Herkunft. Der Halacha zufolge ist Ford damit Jude);[3]
- Ebenezer Scrooge ist kein Jude, aber alle The Three Stooges (die Brüder Moe, Shemp und Curly Howard, außerdem Larry Fine und Joe Besser);
- Tom Cruise, ein bekannter Scientologe, wird als Nichtjude bezeichnet, doch Sandler glaubt, dass dessen Agent Jude ist.

In der Fernsehausstrahlung am 3. Dezember 1994 und in mehreren Radioversionen forderte Sandler zum Trinken von Gin und Tonikah auf und riet vom Rauchen von Marihuanikah ab. Während mehrerer Konzerte und in einer abweichenden Radioversion, die heute am häufigsten gespielt wird, fordert Sandler auch zum Rauchen von Marihuanikah auf. Es gibt eine Radioversion, aus der die entsprechenden Zeilen ganz herausgeschnitten wurden.

## The Chanukah Song, Part II (1999)
The Chanukah Song, Part II wurde an der Brandeis University live aufgenommen und auf Sandlers viertem Studioalbum Stan and Judy's Kid veröffentlicht.
Wie die erste Version enthält auch Teil II zahlreiche Anspielungen auf prominente Juden, wobei es mehrfach zu falschen Angaben kam:
- Winona Ryder (deren Vater Jude ist)
- Ralph Lauren und Calvin Klein;
- Louise Post und Nina Gordon von der Band Veruca Salt;
- Michael „Mike D“ Diamond, Adam „MCA“ Yauch und Adam „Ad-Rock“ Horovitz von den Beastie Boys (Diamond ist Jude, Yauch konvertierte kurz vor seinem Tod vom Judentum zum Buddhismus, und Horovitz' Vater war Jude);
- Lenny Kravitz (fälschlich, Lennys Vater Seymour Kravitz war nicht-praktizierender Jude, Lenny konvertierte während seiner Jugend zum Christentum);
- Courtney Love („halb jüdisch“, das ist allerdings falsch);
- Harvey Keitel;
- Jennifer Beals (falsch, Beals wollte zum Katholizismus und dann zum Judentum konvertieren, ihre Mutter ließ beides nicht zu);[4]
- Yasmine Bleeth (ihr Vater Phil war Jude);
- Dustin Hoffman (als Dustin Hoffmanika, wegen des Reims auf Chanukka);
- O. J. Simpson, „immer noch kein Jude“;
- Don Messick, die Stimme von Scooby-Doo (Messick war kein Jude, aber er könnte wegen des Reimpaars Doo - jew ausgewählt worden sein);
- Bob Dylan, er wurde Sandler zufolge als Jude geboren, dann war er keiner mehr (wegen seiner Hinwendung zum Christentum Ende der 1970er Jahre), nun sei er „wieder zurück“. Tatsächlich hat Dylan selbst sich widersprüchlich geäußert, und wiederholt an jüdischen religiösen Feiern teilgenommen. Ob er sich als Jude sieht ist unklar;
- Robert Levine, der Ehemann von Mary Tyler Moore;
- Tiger Woods („Nein, ich werde nicht über Tiger Woods reden“);
- Happy Gilmore, der Protagonist des gleichnamigen Films aus dem Jahr 1996, in dem Sandler die Titelrolle spielte;
- Bruce Springsteen, der kein Jude sei (aber Sandlers Mutter halte ihn für einen Juden);
- Daryle Lamonica, der nicht als Jude dargestellt wird, aber sein Name reimt sich auf Chanukka.

Weitere Anspielungen auf Elemente der Populärkultur betreffen koscheren Wein des Feinkosthändlers Manischewitz, Lehrmittel von Hooked on Phonics und die mexikanische Stadt Tijuana.

## The Chanukah Song, Part 3 (2002)
Der Song wurde am 27. November 2002 in zwei Versionen mit dem Soundtrack des Musicalfilms Adam Sandlers acht verrückte Nächte („Eight Crazy Nights“) veröffentlicht. Der Filmtitel ist von einer Textzeile des Chanukah Song abgeleitet, die schon in den ersten drei Versionen des Songs enthalten ist: „Instead of one day of presents we have eight crazy nights“ (statt eines Tags der Geschenke haben wir acht verrückte Tage). Der Song ist auf der Veröffentlichung in einer Radioversion mit 4:18 Minuten und einer Filmversion von 3:41 Minuten Dauer enthalten. Die Drei-Dels stellen den Kinderchor im Hintergrund.
Im Chanukah Song, Part 3 werden folgende Personen des öffentlichen Lebens als Juden genannt:
- Ross (David Schwimmer) und Phoebe (Lisa Kudrow) aus der US-amerikanischen Sitcom Friends;
- David Lander, der Andrew „Squiggy“ Squiggman aus der Sitcom Laverne & Shirley;
- Debra Messing;
- Melissa Gilbert (von einer jüdischen Mutter adoptiert und mit diesem Glauben aufgewachsen) und Michael Landon (hatte einen jüdischen Vater, wuchs als konservativer Jude auf und wurde auf einem jüdischen Friedhof begraben), beide mit Hauptrollen in der Fernsehserie Unsere kleine Farm;
- Jerry Lewis;
- Ben Stiller (Stillers Vater Jerry Stiller ist Jude, seine Mutter Anne Meara stammt aus einer katholischen irischen Familie und ist zum Judentum konvertiert);
- Jack Black (seine Mutter war Jüdin, sein Vater ist zum Judentum konvertiert);
- Tom Arnold (Zum Judentum konvertiert, aber ihr könnt ihn zurückhaben. War nur ein Scherz!);
- Deuce Bigalow (die Titelrolle des US-amerikanischen Spielfilms Rent a Man – Ein Mann für gewisse Sekunden, dargestellt von Rob Schneider);
- Mickey Raphael (der Typ mit der Mundharmonika in Willie Nelsons Band feiert Channuka);
- Osama bin Laden, (kein großer Fan der Juden);
- Sarah Hughes (halb jüdisch, ihre Mama ist Jüdin);
- Harry Houdini und David Blaine (seine Mutter war Jüdin), beide Entfesselungskünstler konnten ihrer Beschneidung nicht entkommen;
- Gwyneth Paltrow (jüdischer Vater), halb jüdisch, aber eine ganze Oscar-Gewinnerin; Jennifer Connelly (jüdische Mutter), halb  jüdisch, aber ich würde gerne mehr in sie reinstecken (in der Radioversion: Für einen halb jüdischen Schauspieler ist Sean Penn ein ganz Großer; Marlon Brando war zwar ganz bestimmt kein Jude, aber es sieht mir so aus, als habe er einen verschlungen);
- Lou Reed;
- Perry Farrell;
- Beck (eine Urgroßmutter mütterlicherseits war Jüdin);
- Paula Abdul;
- Joey Ramone;
- Natalie Portman (als Natalie Portmanika).

Gelegentlich trägt Sandler bei seinen Auftritten Anspielungen auf Gwyneth Paltrow und Jennifer Connelly vor, von denen die zweite ausgesprochen sexistischen Inhalts ist. Das wird nicht im Radio gespielt, stattdessen werden Sean Penn und Marlon Brando genannt. Die zweite Version auf dem veröffentlichten Soundtrack enthält aber den auf Paltrow und Connelly bezogenen Text.
Während des Songs erwähnt Sandler den fiktionalen Charakter Deuce Bigalow. Daraufhin kommt Rob Schneider auf die Bühne und ruft „Ich bin Jude“. Es folgt eine kurze Elvis-Parodie Schneiders, wohl darauf bezogen, dass Elvis wegen einer jüdischen Ururgroßmutter im halachischen Verständnis Jude war. In der Bühnenversion spricht Sandler Schneider an: „Ich wusste gar nicht, dass Du Jude bist“. Schneider antwortet „Ich bin ein philippinischer Jude. Tatsächlich musste ich immer nach Hause laufen und das erste Schwein anzünden“. In der Radioversion lautet die Antwort „Ich bin ein philippinischer Jude“, und auf Sandlers Nachfrage „Es gibt vier von uns“.

## The Chanukah Song Part 4 (2015)
Die erste öffentliche Aufführung dieser Version fand im November 2015 in der Judd Apatow & Friends-Show während des New York Comedy Festivals statt. Folgende reale und fiktionale Personen werden genannt:
- Jesus Christus;
- Der Schneemann Olaf in dem Animationsfilm Die Eiskönigin – Völlig unverfroren, gesprochen von Josh Gad;
- Punky Brewster, die Titelfigur der gleichnamigen Kinderserie, gespielt von Soleil Moon Frye;
- Judd Apatow (nur beim Live-Auftritt)
- Scott Rudin;
- Joseph Gordon-Levitt;
- Stan Lee;
- Jake Gyllenhaal (hat eine jüdische Mutter);
- Larry Page und Sergey Brin, die Gründer von Google;
- Adam Levine;
- Drake (hat eine jüdische Mutter);
- Seth Rogen;
- Bill Goldberg;
- Scarlett Johansson (hat eine jüdische Mutter);
- Geddy Lee;
- Jonas Salk;
- Harry Potter (Daniel Radcliffe);
- Jared von Subway (Jared Fogle, „Verdammt, ein Jude“);
- Dr. Drew;
- Prinzessin Leia (Carrie Fisher);
- Königin Elsa aus den Animationsfilmen Die Eiskönigin – Völlig unverfroren und Die Eiskönigin II (Idina Menzel);
- David Beckham („zu einem Viertel auserwählt“);
- Ron Jeremy („zur Gänze jüdisch“);
- Shia LaBeouf (hat eine jüdische Mutter, „ein halber Jude“);
- Ben & Jerry’s (Ben Cohen und Jerry Greenfield).

## Covers und Parodien
Jimmy Fallon parodierte Adam Sandler während einer Ausgabe der Sketchserie Celebrity Jeopardy! während der Show Saturday Night Live am 24. Oktober 1998. In dem Sketch unterbricht Fallon (als Adam Sandler) den von Will Ferrell parodierten Alex Trebek, Moderator des echten Jeopardy!. Fallon singt „Robert De Niro, Bela Lugosi, Snuffleupagus und Parker Posey!“ Damit folgt er dem Konzept der Parodie, dass alle Antworten falsch sind: De Niro, Lugosi und Posey waren Katholiken. Von der Figur Aloysius Snuffleupagus aus der Sesamstraße, gespielt von Jerry Nelson, ist keine Religion bekannt.
2004 coverte die jüdisch-australische Pop-Punk-Band Yidcore The Chanukah Song mit The Punk Rock Chanukah Song. Darin reihen sie die Namen von Juden mit einem Bezug zum Punk aneinander.
Zweimal wurde The Chanukah Song für Benefiz-Aufnahmen von Broadway-Ensembles gecovert. 2006 sang das Ensemble des Musicals The Wedding Singer mit Constantine Maroulis die erste Version des Songs. Maroulis wurde von der Klezmer-Violinistin Alicia Svigals begleitet. 2013 brachte die Mannschaft des Musicals Soul Doctor - Journey of a Rockstar Rabbi ein Cover mit neuem Text heraus. Jetzt wurden jüdische Persönlichkeiten des Broadway genannt, unter ihnen Mandy Patinkin, Andrew Lippa, Harvey Fierstein, Harold Prince und andere. Den Text schrieb Eric Anderson („kein Jude“), der im Musical die Hauptrolle des Schlomo Carlebach spielt.
In der sechsten Episode Diwali der dritten Staffel der US-amerikanischen Comedyserie Das Büro parodiert Steve Carell in der Rolle des Michael Scott Sandler während des Diwali mit dem The Diwali Song.
2008 führte Evan Austin The Chalica Song auf. Es geht um das sieben Tage währende unitarisch-universale Fest Chalica. Austin listet Prominente und historische Persönlichkeiten der Unitarisch Universalen Kirche auf. Und Unitarier, Universalisten mit ähnlichen Ideen. 200 folgte mit The (Second) Chalica Song eine Version mit derselben Musik und neuem Text.
2009 coverte Neil Diamond den Song auf seinem Weihnachtsalbum A Cherry Cherry Christmas. Das Cover weist mehrere Textänderungen auf. So wurde die Zeile Tom Cruise isn't but I heard his agent is in Tom Cruise isn't, but Jesus Christ is geändert.
2014 trat Sandler in einer Episode von Robot Chicken auf. In einem Sketch um die korrekte Schreibweise von Chanukah, singt er einen kurzen Ausschnitt aus dem Song, in dem er darlegt, dass Angelina Jolie keine Jüdin ist.

### Textübersetzungen
- Adam Sandler - The Chanukah Song Songtext. In: Songtext-Ubersetzung.com. 2020, abgerufen am 8. Dezember 2020.
- Adam Sandler - Chanukah Song, Part II Songtext. In: Songtext-Ubersetzung.com. 2020, abgerufen am 8. Dezember 2020.
- Adam Sandler - The Chanukah Song Part III Songtext. In: Songtext-Ubersetzung.com. 2020, abgerufen am 8. Dezember 2020.

### Parodien
- Chalica Song. In: YouTube. 18. November 2010, abgerufen am 10. Dezember 2020.
- Second Chalica Song. In: YouTube. 22. November 2010, abgerufen am 10. Dezember 2020.